# 아레니야스

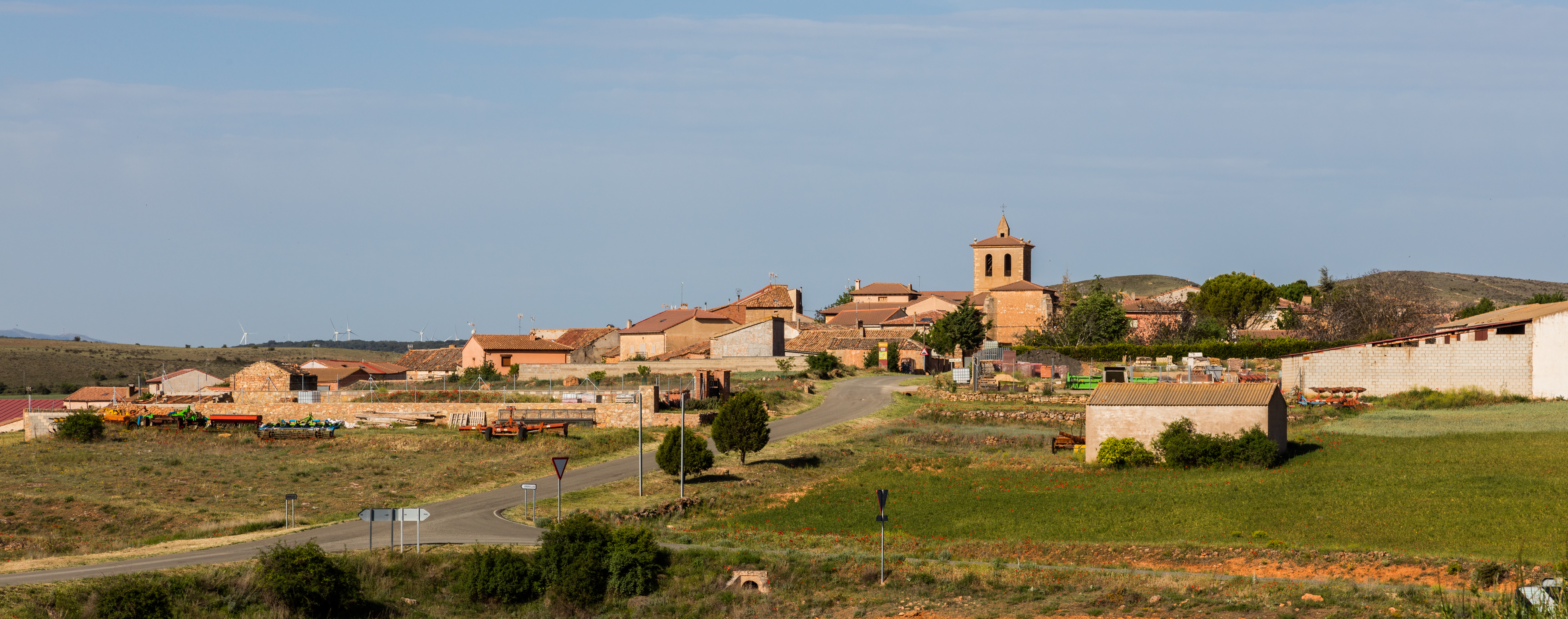

아레니야스(Arenillas)는 스페인 카스티야이레온주 소리아도에 위치한 지방 자치체이다. 총 면적은 30제곱킬로미터이다. 2004년 인구 조사(스페인 통계청)에 따르면 이 지방 자치체의 인구 수는 총 32명이다.